# Кадирбек Сегізбай
Кадирбек Сегізбай (каз. Кәдірбек Сегізбай; 1 травня 1941; Жарсу, Зайсанський район, Східноказахстанська область (Казахська РСР, СРСР) — казахстанський письменник, перекладач, журналіст. Заслужений діяч Казахстану (2011), лауреат Державної премії Республіки Казахстан у галузі літератури та мистецтва імені Абая (2022).

## Біографія
Народився 1 травня 1941 року в аулі Жарсу Зайсанського району Східноказахстанської області.
У 1967 році закінчив факультет журналістики Казахського державного університету. Після закінчення працював літературним працівником, завідувачем відділу газети «Леніншил Жас» (нині «Жас Алаш») до 1974 року.
З 1974 до 1977 рік — відповідальний секретар журналу «Білім және еңбек» (нині «Зерде»).
З 1977 до 1986 рік — заступник головного редактора альманаху «Жалын».
З 1986 до 1990 рік — завідувач відділу головної редакції Казахської Радянської Енциклопедії.
З 1990 до 1995 рік — головний редактор видавництва «Санат».
З 1995 року — головний редактор видавництва «Атамура».

## Творчість
Кадирбек Сегізбай видав понад десяток книг прози казахською та російською мовами. Член Спілки письменників Казахстану та Спілки журналістів Казахстану.
Перша збірка оповідань «Нерозкрита таємниця» (1972) була заснована на вічному зв'язку між двома концепціями природи та людини, особливо яскраво дана тема розкривається у таких оповіданнях як «Ведмежа жовч», «Три хрести», «Знак питання», «Чорний вовк».
Книги «Люди далеких доріг», «Цей зелений, зелений світ» видані російською мовою, а деякі оповідання перекладені іноземними мовами.
Сегізбай переклав роман російського письменника Альберта Ліханова «Мій генерал», розповідь словацької письменниці Марії Дрючкової «Біла царівна», розповідь про подорожі польського вченого та художника Броніслава Залеського «Подорож до Казаської Сахари», видана у Парижі у 1865 році, а також твори багатьох письменників ближнього та далекого закордон.
За книгу «Ми живемо у місті» Спілка письменників Казахстану нагородила його премією ім. М. Ауезова (1984). У 1986 році оповідання «Цей зелений, зелений світ» посіло перше місце у національному закритому конкурсі. У 2001 році авторське оповідання «Арасан» завоювало другу премію закритого конкурсу, присвяченого 10-річчю незалежності країни, оголошеного Міністерством культури Республіки Казахстан.
Автор книг:
- «Ашылмаған сыр». Оповідання. А., 1972;
- «Қойнаудағы ауыл». Повісті й оповідання. А., 1975;
- «Өреңге өскен гүл». Оповідання, 1976;
- «Жылдың ең қысқа күндері». Оповідання., 1978;
- «Люди дальных дорог». Оповідання, 1981;
- «Біз қалада тұрамыз». Оповідання., 1983;
- «Жер ортасы» А., 1991;
- «Жылдың ең қысқа күндері». Повісті й оповідання. А., 1978;
- «Этот зеленый, зеленый мир». Повісті й оповідання. А-А., 1984;
- «Жол». Роман, повість. А., 1986;
- «Беласқан». Роман, повість. А., 2001.

## Нагороди та звання
- 1984 — Літературна премія імені Мухтара Ауезова Спілки письменників Казахстану за збірку «Біз қалада траміз»;
- 2001 — Медаль «10 років незалежності Республіки Казахстан»;
- 2011 — Медаль «20 років незалежності Республіки Казахстан»;
- 2011 — звання «Заслужений діяч Казахстану»;
- 2020 — Указом президента РК нагороджений орденом Благородства — за великі заслуги перед вітчизняною літературою;
- 2020 — Медаль «Єңбегі үшін» (За заслуги) від акимату міста Алмати;
- 2021 — Державна стипендія Першого Президента Республіки Казахстан — Єлбаси в галузі культури[3];
- 2022 (14 жовтня) — Державна премія Республіки Казахстан у галузі літератури та мистецтва імені Абая за роман «Тағдыр толқыны»[4][5].